# 호라티오 샌즈

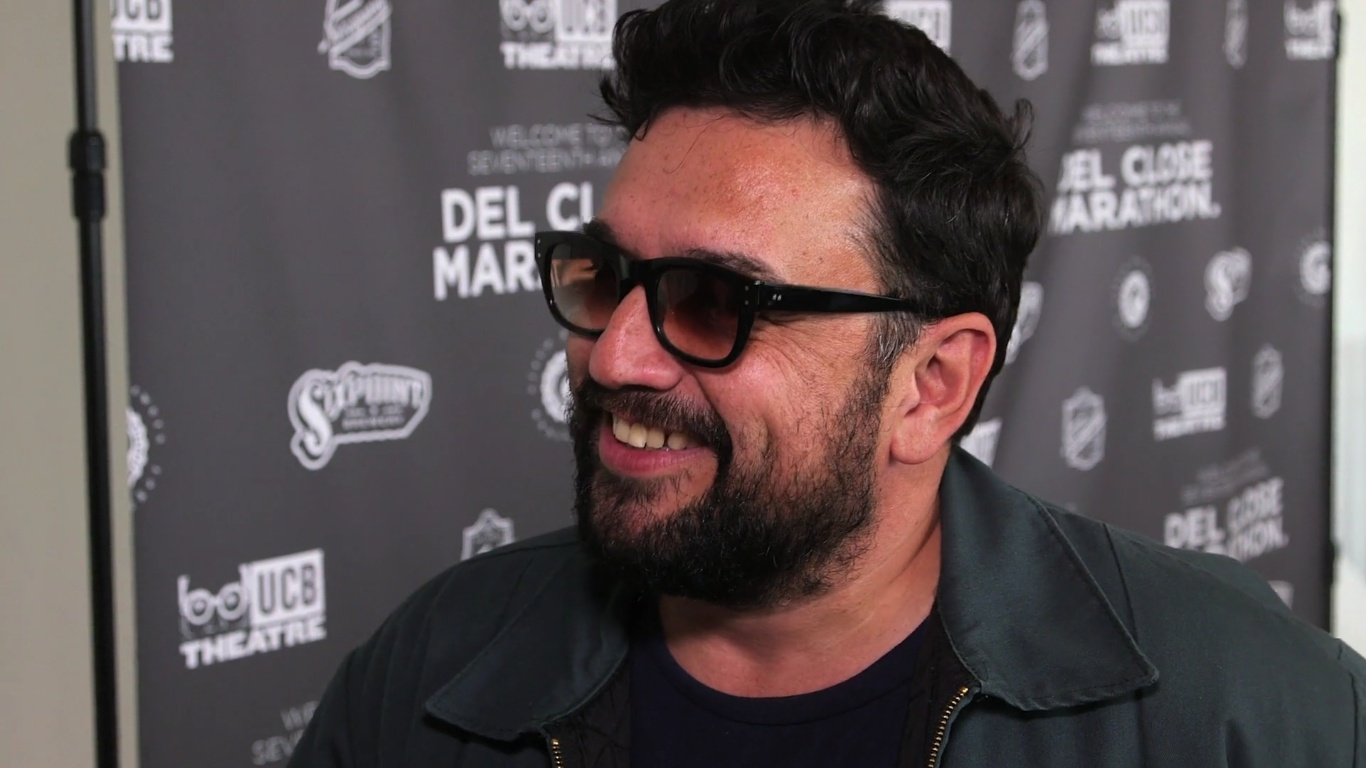

허레이쇼 샌즈(Horatio Sanz, 1969년 6월 4일 ~ )는 미국의 희극인, 배우, 팟캐스터이다.
산티아고에서 태어났다.

## 출연 작품
- 이즈 댓 어 건 인 유어 포켓? (2016년) - 루이스 역
- 돈키호테 맨 오브 라만차 (2015년) - 산초 판자 / 내레이션 역
- 어 베러 유 (2014년) - 휴고 역
- 주먹왕 랄프 (2012년) - 던칸 목소리 역
- 하이 로드 (2011년) - 닥터 역
- 헐리우드 & 와인 (2010년) - 토니 역
- 서기 1년 (2009년) - 엔메바라게시 역
- 스쿨 포 스카운드럴 (2006년) - 디에고 역
- 럭키 유 (2006년) - 레디 에디 역
- 더 맨 (2005년) - 산토스 역
- 리바운드 (2005년) - 미스터 뉴워스 역
- 내 사랑 포르노 (2003년) - 빅 라마롯 역
- 보트 트립 (2002년) - 닉 역
- 톰캣 (2001년) - 스티브 역
- 로드 트립 (2000년) - 프렌치 토스트 남자 역
- 34번가의 기적 (1994년) - 올더리 역

### 텔레비전
- 새터데이 나이트 라이브 시즌 31~33
- 지미 키멜 라이브! (2003년) - 게스트 역
- 걸스 시즌 1 (2012년) - 테리 역